# Kromosom 14 (čovjek)
Kromosom 14 u kariotipu čovjeka je autosomni kromosom, četrnaesti po redu po dimenzijama i broju nukleotida. Prema položaju centromere pripada akrocentričnim kromosomima. Sastoji se od 109 milijuna nukleotida što predstavlja oko 3-3,5 % ukupne količine DNK u stanici.
Potvrđeno je da kromosom 14 sadrži preko 700 gena, ali se pretpostavlja da ih ima oko 1300.
Broj polimorfizama jednog nukleotida (eng. Single Nucleotide Polymorphism - SNP) je oko 350 000.

## Geni kromosoma 14
Neki od važnijih gena kromosoma 14 jesu:
- ATXN3: ataksin-3
- COCH: homolog koagulacijskog faktora C Limulusa polyphemusa
- GALC: galaktozilceramidaza
- GCH1: GTP ciklohidrolaza 1
- IGH@: teški lanac imunoglobulina
- IFT43: intraflagelarni transport 43
- NPC2: gen asociran s Niemann-Pickovom bolešću, tip C2
- PSEN1: presenilin 1
- SERPINA1: inhibitor serpin peptidase A1
- TSHR: receptor stimulirajućeg hormona štitnjače

## Bolesti vezane za kromosom 14
Poznat je sadržaj i raspored gena kromosoma 14 čije mutacije izazivaju niz nasljednih bolesti. Najvažnije bolesti vezane za mutacije na kromosomu 14 jesu:
- deficit alfa-1 antitripsina
- Alzheimerova bolest
- Alzheimerova bolest tip 3
- Burkittov limfom (t8;14)
- kongenitalni hipotireoidizam
- distonija osjetljiva na dopamin
- folikularni limfom (t14;18)
- Krabbeova bolest
- Machado-Josephova bolest
- multipli mijelom
- Niemann-Pickova bolest
- gluhoća
- gluhoća autosomna dominantna
- Sensenbrennerov sindrom
- deficit tetrahidrobiopterina